# Gynandrobrotica excelsa
Gynandrobrotica excelsa es una especie de insecto coleóptero de la familia Chrysomelidae.
Fue descrita científicamente en 1889 por Baly.